# Астраханец (бронетрактор)
«Астраханец» — белогвардейский полугусеничный бронированный трактор периода Гражданской войны в России на неустановленном шасси. Был построен в единственном экземпляре Ревельским заводом в начале 1919 года и передан в состав 3-й Донской армии, однако оказался непригоден для боевого применения.

## История
Бронетрактор «Астраханец» был построен силами Ревельского завода в Новороссийске в начале 1919 года на точно не установленном шасси (по косвенным документальным свидетельствам, это должно было быть шасси трактора «Буллок-Ломбард»). Он сразу же, без предварительных испытаний был передан в состав 3-й Донской армии ВСЮР, прибыв в Новочеркасск 1 апреля 1919 года, однако там практически сразу был сделан вывод о непригодности машины для боевого использования из-за многочисленных дефектов конструкции. По распоряжению командования армии бронетрактор был возвращён на завод, где и оставался на ремонте до конца апреля 1919 года. Дальнейшая судьба машины неизвестна, однако есть косвенное свидетельство о её захвате силами РККА: в 1919—1920 годах им досталось три трофейных бронетрактора на базе машин «Буллок-Ломбард», два из которых оказались боеспособными, а третий, проходивший в 1920 году испытания близ Таганрога, был признан непригодным для боевого применения. Однако бронированных тракторов «Буллок-Ломбард» заводом «Судосталь» было создано всего два, а единственной машиной, подходящей под описание третьей, является аналогичный по компоновке «Астраханец».

## Описание конструкции
Подробности описания конструкции «Астраханца» не сохранились до наших дней. Известно, что это была полугусеничная машина с передним расположением силовой установки водяного охлаждения, оснащённая двумя башнями с круговым вращением, расположенными диагонально, подобно бронеавтомобилю «Остин-Путиловец». Её вооружение состояло из двух 7,62-мм пулемётов «Максим» обр. 1910 г. либо их аналогов в башнях и нескольких дополнительных пулемётов в бортовых амбразурах.

## Оценка
2 апреля, уже на следующий день после прибытия машины в расположение 3-й Донской армии, начальник штаба Говоров отправил в Екатеринодар телеграмму следующего содержания, наглядно демонстрирующую её оценку военными:

Присланный в армию броневик «Астраханец» оказался непригодным для действий. Проведенное испытание дало плачевные результаты: после 100 сажень хода вода в радиаторе начала кипеть, второстепенные пулеметные установки мертвые, две имеющиеся башни не вращаются. По заявлению командира броневика испытания ему перед отправлением сделано не было, а сдан уже погруженным на платформу с приказанием отправляться как можно быстрее, в результате бесцельный проезд туда и обратно и потеря времени на исправление. В общем отличная идея использования тракторов и никуда не годное выполнение и преступная небрежность лиц, непосредственно отправляющих сюда броневик. Трактор приказано снова погрузить и отправить обратно.